# Mòdul de descens Huygens
La Huygens és un mòdul de descens de reentrada atmosfèrica que va viatjar a la lluna de Saturn, Tità, com a part de la missió Cassini–Huygens. La nau va ser subministrada per l'Agència Espacial Europea (ESA) i va rebre el nom en honor de l'astrònom danès del segle xvii Christiaan Huygens.
La nau combinada Cassini–Huygens va ser llançada des de la Terra el 15 d'octubre de 1997. La Huygens es va separar de l'orbitador Cassini el 25 de desembre de 2004, i va aterrar a Tità el 14 de gener de 2005 a prop de la regió Xanadu. Aquest va ser el primer aterratge en el sistema solar exterior. Es va posar a terra, tot i que en el disseny s'havia tingut en compte la possibilitat de caure en un oceà. La sonda va ser dissenyada per recollir dades durant unes poques hores en l'atmosfera, i possiblement en un curt temps a la superfície. Es va continuar enviant dades durant uns 90 minuts després de tocar terra. Era i encara és l'aterratge més distant realitzat mai des de la Terra.

## Planificació de la missió
La missió de la Huygens és reunir informació sobre la composició de l'atmosfera de Tità, mesurar els vents i les temperatures, determinar la natura del sòl del satèl·lit i la topografia. Per a aquest tasca, la sonda conté sis instruments que van actuar durant la fase de descens amb una duració de dues hores i, es va programar, que continués prenent mesures durant un període equivalent després de l'aterratge fins a l'esgotament de les bateries.

## Descripció

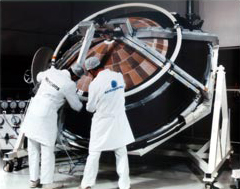
La sonda Huygens abans del llançament. Aquesta foto permet donar una idea de la seva mida.

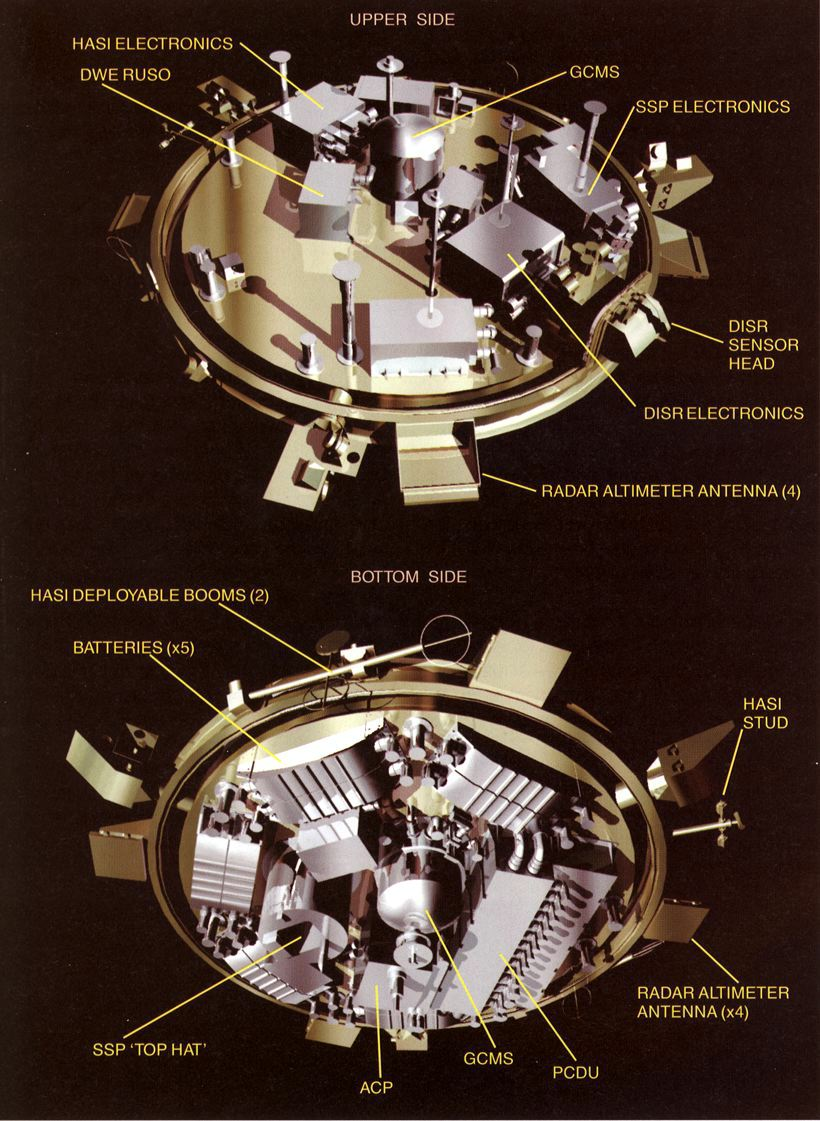
Esquema interior de la Huygens

La sonda Huygens va ser concebuda per explorar els núvols, l'atmosfera i la superfície de Tità, la major lluna de Saturn penetrant en l'atmosfera de Tità i portant un laboratori robotitzat a la superfície. Quan es va planejar la missió, es desconeixia el tipus de superfície que Tità podia tenir. En els mesos previs a l'aterratge de la sonda es confiava que l'anàlisi de les dades de la Cassini ajudaria a respondre aquesta qüestió. La major de les incerteses inicials era saber si la sonda es posaria sobre terreny sòlid o sobre la superfície d'un llac o mar d'hidrocarburs.
Basant-se en les imatges preses per la Cassini, a uns 1200 km de distància de Tità, el lloc d'aterratge aparentava ser una costa. S'assumia que el lloc d'aterratge no seria sòlid, i per això la sonda Huygens va ser concebuda per sobreviure prou temps a l'impacte amb la superfície líquida i enviar informació sobre les condicions oposades. Es preveia que fos la primera vegada que una sonda humana amarés en un oceà no terrestre. La sonda disposava de tan sols unes tres hores d'energia en les bateries de les quals una majoria es gastaria durant el descens. Els enginyers esperaven obtenir com a màxim trenta minuts de dades des de la superfície.
La sonda Huygens consisteix en una sonda, que va descendir sobre Tità, i el 'Equip de Suport de la Sonda' (PSE), que roman ancorat a la sonda orbital (Cassini). El PSE inclou l'electrònica necessària per seguir la sonda, recuperar les dades adquirides durant el descens, i processar i enviar les dades a l'orbitador, des d'on van ser transmesos a terra.
La sonda va romandre dormida durant el viatge interplanetari de 6,7 anys, excepte per revisions bianuals els resultats de les quals es transmetien fins a la Terra per a la seva anàlisi pels experts de sistemes i càrrega útil de l'ESA.
Abans de la separació de la sonda de l'orbitador, el 25 de desembre de 2004 es va executar una revisió final. Un temporitzador va ser carregat amb el període necessari per encendre els sistemes de la sonda (15 minuts abans de la seva trobada amb l'atmosfera de Tità) i llavors la sonda es va desacoblar de l'orbitador i va navegar per l'espai fins a Tità durant 22 dies, amb els sistemes apagats excepte el temporitzador per 'despertar'.
La fase principal de la missió va consistir en descens en paracaigudes a través de l'atmosfera de Tità. Les bateries i tots els recursos van ser dimensionats per a una durada de 153 minuts, corresponents a un temps de descens màxim de 2,5 hores més 3 minuts addicionals (possiblement mitja hora o més) en la superfície de Tità. En l'enllaç ràdio amb la sonda va ser l'activat del principi de la fase de descens, i l'orbitador va escoltar a la sonda durant les següents 3 hores. Poc després de la fi d'aquesta finestra de comunicació de 3 hores, l'antena d'alt guany (HGA) de la Cassini va ser reorientada de Tità cap a la Terra.
Els grans telescopis de la Terra estaven també escoltant la transmissió de 10 watts de la Huygens usant una tècnica de 'interferometria de molt àmplia base' i mode d'obertura sintètic. A les 11:25 CET del 14 de gener, el telescopi Robert C. Byrd Green Bank (GBT) a Virgínia detectava el senyal portador de la sonda. El GBT va continuar detectant el senyal fins i tot després que la Cassini deixés d'escoltar. A més del GBT, altres vuit dels deu telescopis VLBA també estaven escoltant el senyal de la Huygens.
La força del senyal de la Huygens rebut a la Terra va ser comparable a la sonda Galileu com va ser rebuda per la xarxa Very Large Array.
Es preveia que l'anàlisi de desplaçament Doppler del senyal segons descendia en l'atmosfera de Tità permetrà calcular la intensitat del vent i la seva direcció amb certa precisió. A través de la interferometria, també es preveia que es pogués determinar la posició del punt d'aterratge amb un error d'1 km a una distància de la Terra de 1200 milions de quilòmetres. Això és una resolució angular d'aproximadament 170 segons d'arc. Una tècnica similar va ser usada per determinar el lloc d'aterratge dels Mars Exploration Rovers.

## Resultats

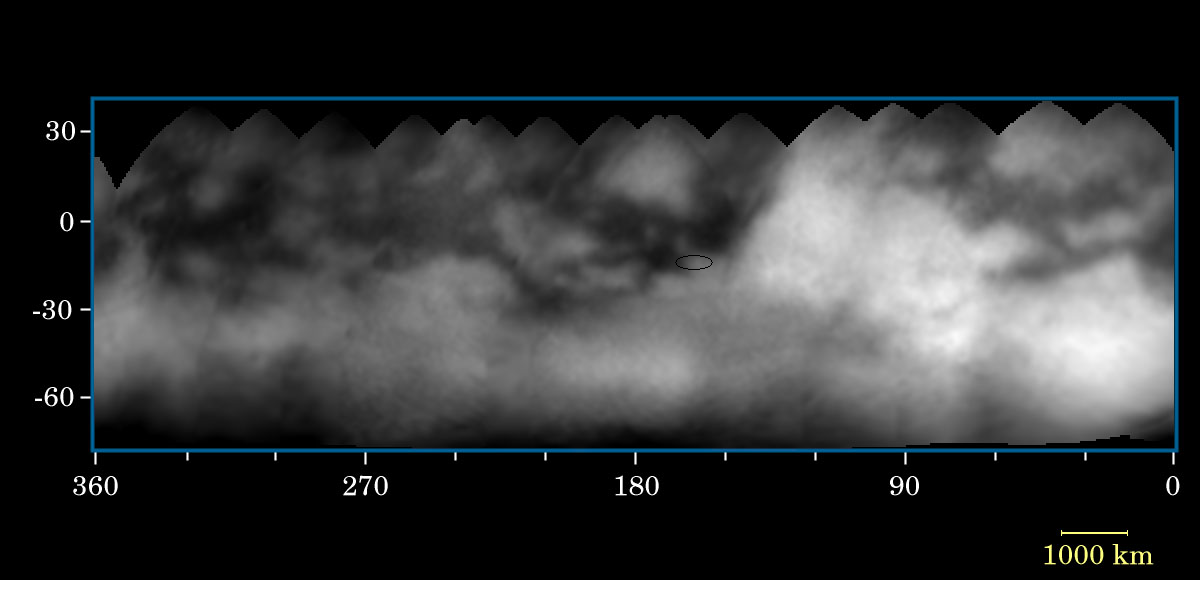
L'el·lipse negre mostra el lloc d'aterratge aproximat en aquesta imatge presa amb anterioritat per la Cassini. La regió brillant de la dreta és la regió de Xanadu.

Els resultats preliminars al principi apuntaven al fet que el lloc d'aterratge de la sonda Huygens, situada en una regió coneguda d'Adiri -visible des de la sonda Cassini com una zona fosca- i que es va batejar com la Hubert Curien Memorial Station en memòria d'un president de l'Agència Espacial Europea, era un oceà líquid. No obstant això, avui se sap que la sonda va aterrar en aquesta zona fosca i que en realitat és sòlida, no existint cap oceà.
Els instruments van revelar "un núvol dens o una boira gruixuda aproximadament a 18-20 quilòmetres de la superfície", que és probablement el fons del metà que està sobre la superfície. Les fotografies han revelat un terreny esponjós.
La Huygens també ha captat sons durant més de dues hores i mitja en el satèl·lit.
Conclusions dels descobriments de Huygens després d'alunizar en la lluna Tità:
- Tità conté oceans, llacs i rius de metà líquid i aquests són alimentats per pluges, també de metà líquid i fragments orgànics.

Aquestes pluges i evaporacions de metà cobreixen el cos celeste d'una tènue boira. Aquestes superfícies de metà inclouen entre elles illes i zones de profunditat. El metà erosiona el paisatge com en la Terra i després es filtra.
Aquestes pluges només es produeixen des de fa uns pocs milions d'anys (una incògnita). També és molt rar que en algun planeta "plogui" metà, atès que és altament volàtil (cal recordar que el metà és el principal component del gas natural, i que és més lleuger encara que el propà i el butà). Això prova que en Tità no hi ha oxigen, perquè és necessari perquè un combustible, com el metà, pugui cremar.
- La superfície sòlida de Tità és taronja, esponjosa, molt freda i amb algunes roques disperses sobre ella. S'ha dit que ha d'imaginar-se com un desert semblant al d'Arizona.

La superfície mateixa sembla consistir en un material argilenc; els científics la van comparar amb el iogurt.
- Va poder haver-hi activitat volcànica en el passat, només que en lloc de lava les erupcions haurien estat de gel i amoníac.

- En el cos celeste es poden detectar vents que van en la direcció en la qual el satèl·lit està rotant, sent en la superfície entre els 60 i 100 km/h de velocitat.

- El satèl·lit es troba a una temperatura de -180 Cº.

- A Tità hi ha activitat geològica interna.

- En el satèl·lit es poden trobar pedruscos de gel.

## Cronologia detallada de l'activitat de laHuygens
| Imatge in situ de la superfície de Tità per la Huygens—l'única foto de la superfície d'un cos planetari fora del Sistema Solar interior. (Les imatges d'esquerra i dreta són l'abans i el després del processament d'imatge, respectivament.) |  | Imatge in situ de la superfície de Tità per la Huygens—l'única foto de la superfície d'un cos planetari fora del Sistema Solar interior. (Les imatges d'esquerra i dreta són l'abans i el després del processament d'imatge, respectivament.) |
| Imatge in situ de la superfície de Tità per la Huygens—l'única foto de la superfície d'un cos planetari fora del Sistema Solar interior. (Les imatges d'esquerra i dreta són l'abans i el després del processament d'imatge, respectivament.) |  | |

- La Huygens es va separar de l'orbitador Cassini a les 02:00 UTC del 25 de desembre de 2004 en Spacecraft Event Time.
- La Huygens va entrar en l'atmosfera de Tità a les 10:13 UTC del 14 de gener de 2005 de SCET, d'acord amb l'ESA.
- La sonda va aterrar a la superfície d'aquest satèl·lit al voltant de 10° 12′ S, 192° 24′ O / 10.2°S,192.4°O a les 12:43 UTC de SCET (2 hores 30 minuts després de la reentrada atmosfèrica).(1.)

Hi va haver un trànsit de la Terra i la Lluna a través del sol veient-se Saturn/Tità tot just unes hores abans de l'aterratge. La Huygens va entrar a la capa superior de l'atmosfera de Tità en 2,7 hores després del final del trànsit de la Terra, o només un o dos minuts efectius a la fi del trànsit de la Lluna. No obstant això, el trànsit no va interferir amb l'orbitador Cassini o la sonda Huygens, per dues raons. En primer lloc, encara que no es podia rebre cap senyal des de la Terra, ja que estava davant del Sol, la Terra encara es va poder escoltar per moments. Segon, la Huygens no enviava les dades llegibles a la Terra; eren transmeses a l'orbitador Cassini, que transmetia les dades rebudes a la Terra més tard.

## Disseny de la nau

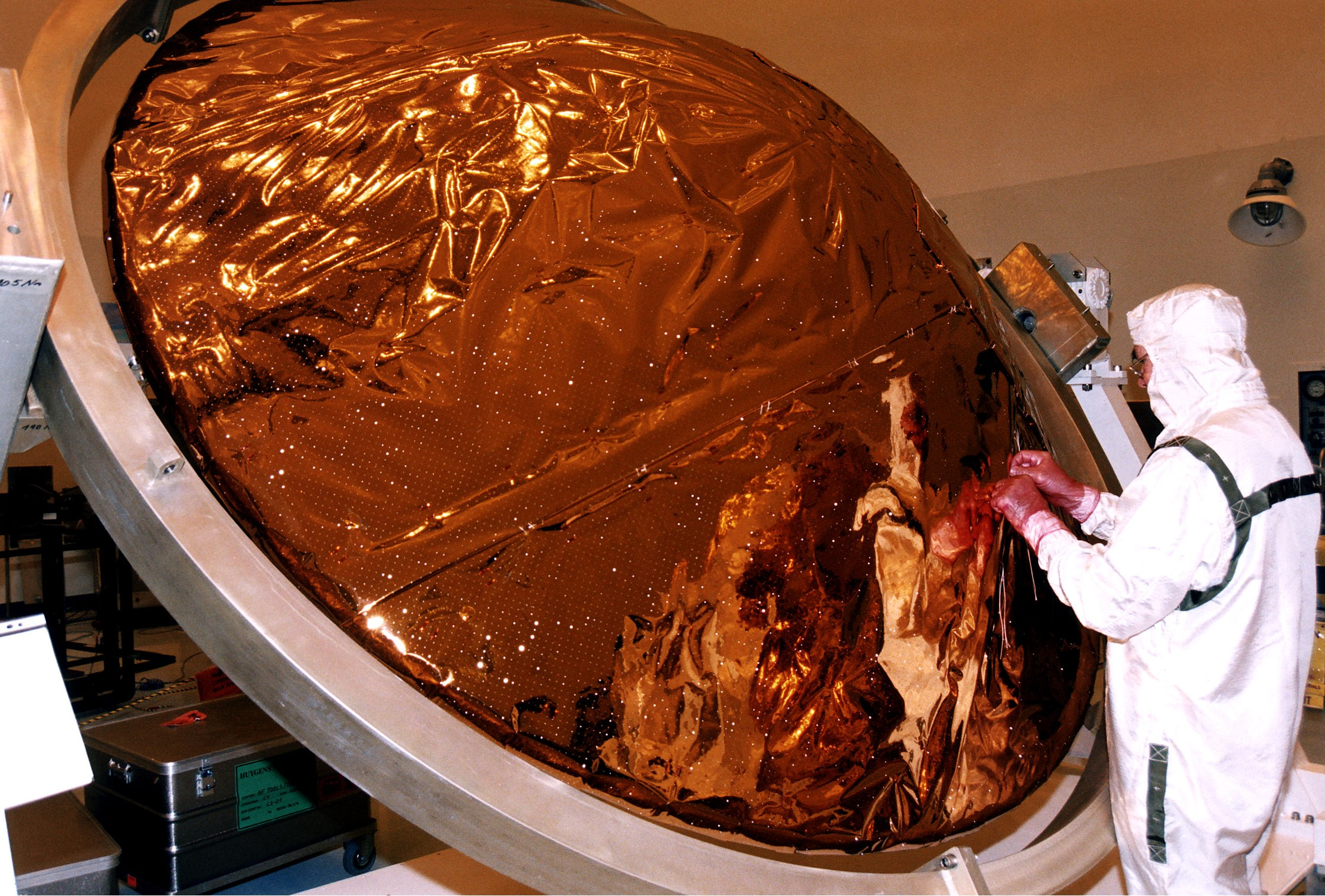
Aplicació de la capa reflectant d'insulació multicapa sota il·luminació intensa durant el muntatge final. El color daurat de la MLI és a causa de la llum que es reflecteix des del recobriment d'alumini a la part posterior de les fulles de color ambre Kapton.

La Huygens va ser muntada sota el contractista principal d'Aérospatiale al seu Centre Espacial de Cannes Mandelieu, França, ara forma part de Thales Alenia Space. El sistema d'escut de calor es va construir sota la responsabilitat d'Aérospatiale, prop de Bordeus, ara forma part d'EADS SPACE Transportation.
La sonda Huygens té sis complexos instruments a bord que van prendre un ampli rang de dades científiques després que la sonda va descendir en l'atmosfera de Tità. Els sis instruments són:

### HuygensAtmospheric Structure Instrument (HASI)
Aquest instrument contenia un conjunt de sensors que mesuraren les propietats elèctriques i físiques de l'atmosfera de Tità. Uns acceleròmetres van mesurar les forces experimentades en els tres eixos durant el descens a través de l'atmosfera. Atès que es coneixen les propietats aerodinàmiques de la sonda, va ser possible determinar la densitat de l'atmosfera de Tità i detectar corrents d'aire. Si hagués aterrat en una superfície líquida, també es podria haver mesurat el moviment de la sonda a causa de les ones. Els sensors de pressió i temperatura mesuraven les propietats tèrmiques de l'atmosfera. El component de permitivitat i el Component d'Anàlisi d'Ona mesuren la conductivitat de l'atmosfera i busquen activitat d'ones electromagnètiques. En la superfície de Tità, també es mesura la conductivitat i la permitivitat. El subsistema HASI també conté un micròfon que grava sons durant el descens i aterratge. La missió Huygens fou la segona vegada en la història (la nau Venera 13 va ser la primera) que es van gravar sons d'un altre planeta.

### Doppler Wind Experiment (DWE)
Aquest experiment usa un ultra estable oscil·lador per millorar la comunicació amb la sonda donant una freqüència molt estable a la portadora. El desplaçament de la sonda a causa dels vents en l'atmosfera de Titan produeix un desplaçament dopler mesurable del senyal portador. Desafortunadament, els investigadors no van rebre les dades d'aquest instrument per causa d'un error de programació que va resultar en la pèrdua d'un dels canals de dades. Aquesta fallada també va resultar en la pèrdua de la meitat de les imatges del descens. No obstant això, l'anàlisi dels senyals de 10 watts rebuts a la terra per una xarxa mundial de radiotelescopis va permetre deduir la major part de la informació que hagués proveït el DWE. Les mesures van començar a 150 quilòmetres sobre la superfície de Tità, on va ser volat Huygens cap a l'est a més de 400 quilòmetres per hora, d'acord amb els primers mesuraments dels vents en altitud de 200 quilòmetres, realitzats en els últims anys amb els telescopis. Entre 60 i 80 quilòmetres, la Huygens va ser assotada per la ràpida fluctuació dels vents, que es creu que són cisallaments verticals del vent. A nivell del sòl, la de la Terra basada en l'efecte Doppler i mesuraments basats en el VLBI mostren vents suaus d'uns pocs metres per segon, gairebé en línia amb les expectatives.

### Descent Imager/Spectral Radiometer (DISR)

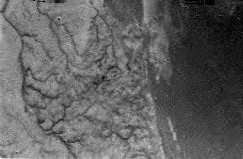
Imatge de la superfície de Tità presa per la sonda a una altura de 16 km

Aquest instrument realitza observacions espectrals usant diversos sensors. Mesurant el flux de radiació cap amunt i a baix, mesura el balanç de radiació (o l'imbalanç) de la gruixuda atmosfera de Tità. Els sensors solars mesuren la intensitat de llum al voltant del Sol a causa de la dispersió per aerosols en l'atmosfera. Això permet el càlcul de la grandària i la densitat de les partícules en suspensió. Dues càmeres (una visible, una altra infraroja), observen la superfície durant les últimes fases del descens, i atès que la sonda gira lentament, volien construir un mosaic de fotografies al voltant del lloc d'aterratge. També estava programat prendre imatges laterals per obtenir una vista horitzontal de l'horitzó i el costat inferior de la capa de núvols. Per a les mesures espectrals de la superfície, un llum que s'encendria breument abans de l'aterratge augmentés la feble llum solar.

### Gas Chromatograph Mass Spectrometer (GC/MS)

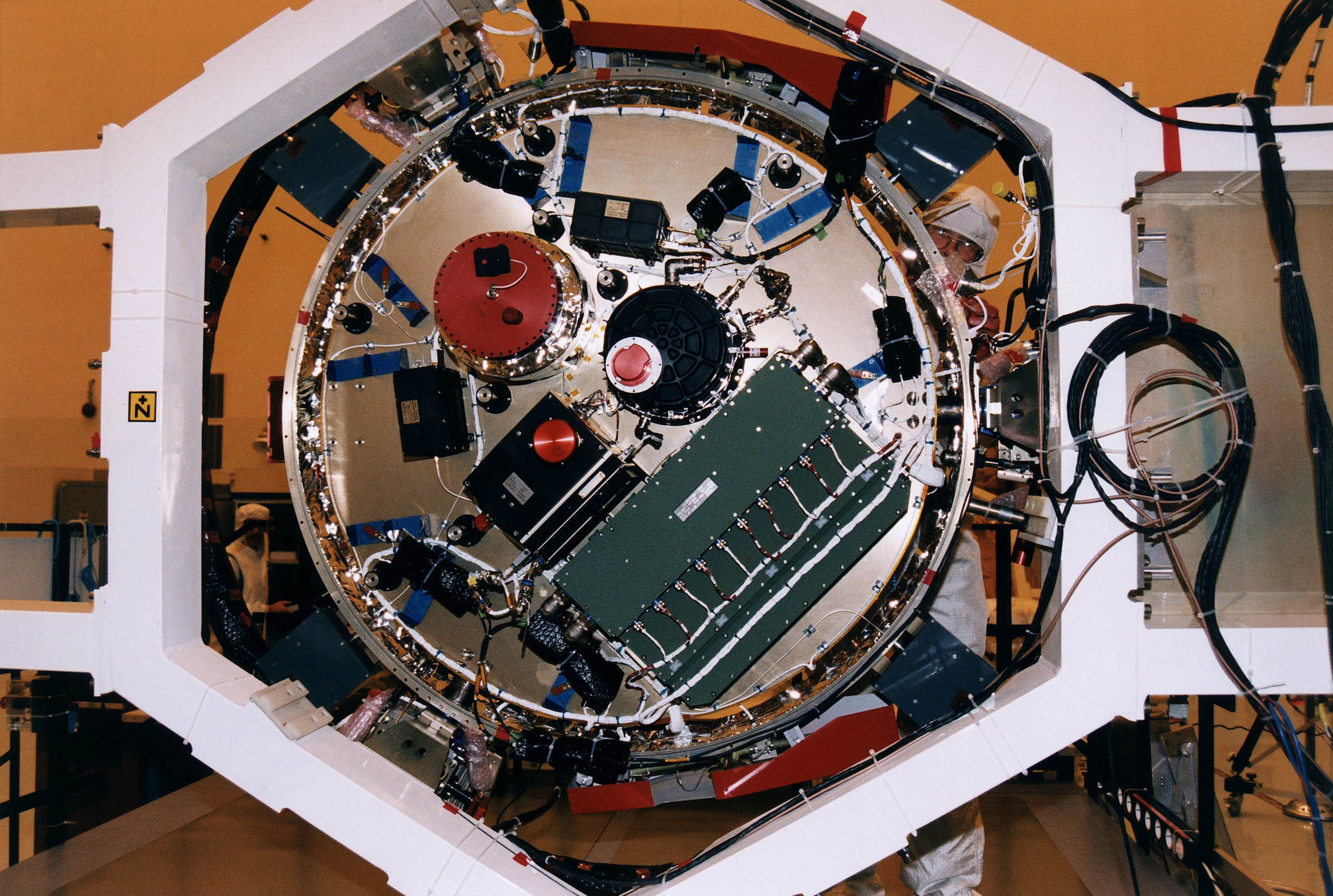
Un treballador a la Payload Hazardous Servicing Facility (PHSF) es col·loca darrere del costat inferior de la plataforma d'experiments de la Huygens.

Aquest instrument és un versàtil analitzador químic de gasos dissenyat per identificar i mesurar compostos químics en l'atmosfera de Tità. Està equipat amb mostrejadors que s'omplen a una gran altitud per a la seva anàlisi. L'espectròmetre de masses construeix un model de les masses moleculars de cada gas, i una més potent separació d'espècies moleculars s'aconsegueix amb el cromatògraf de gasos. Durant el descens, el GCMS analitza també productes de piròlisis (és a dir, mostres alterades per escalfament) recol·lectades per l'Aerosol Collector Pyrolyser. Finalment, el GCMS mesurarà la composició de la superfície de Tità si es dona un aterratge segur. Aquesta investigació és possible en escalfar el GCMS just abans de l'impacte per vaporitzar el material de la superfície després de l'impacte. El GC/MS va ser desenvolupat pel Goddard Space Flight Center i la Universitat de Física Espacial de Michigan del Laboratori d'Investigació.

### Aerosol Collector and Pyrolyser (ACP)
Aquest experiment pot passar partícules d'aerosols de l'atmosfera a través de filtres, que després s'escalfen en forns (el procés de piròlisis per vaporitzar els components volàtils i descompondre els materials orgànics complexos. Els productes s'enviarien després a través d'una canonada al GCMS per a la seva anàlisi. Existeixen dos filtres per recollir mostres a diferents altituds. L'ACP va ser desenvolupat per un equip francès de l'ESA en el Laboratoire Inter-Universitaire des Systèmes Atmosphériques (LISA).

### Surface-Science Package (SSP)
El SSP conté diversos sensors dissenyats per determinar les propietats físiques de la superfície de Tità en el punt d'impacte, sigui la superfície líquida o sòlida. Un sonar acústic, activat durant els últims 100 m del descens, mesurarà contínuament la distància a la superfície, mesurant la velocitat de descens i la rugositat de la superfície (per exemple, a causa d'ones). Si la superfície és líquida, el sonar mesuraria la velocitat del so en el "oceà" i possiblement l'estructura per sota de la superfície (profunditat). Durant el descens, les mesures de la velocitat del so donen informació de la composició i temperatura de l'atmosfera i un acceleròmetre mesura amb precisió el perfil de la desceleració durant l'impacte, indicant la duresa i estructura de la superfície. Un altre sensor mesura qualsevol moviment pendular durant el descens i indica l'orientació de la sonda després de l'aterratge i mostra qualsevol moviment a causa d'ones. Si la superfície és realment líquida, altres sensors mesuren la seva densitat, temperatura i reflexió a la llum, conductivitat tèrmica, capacitat calorífica i permitivitat elèctrica. Un instrument de penetròmetre, que sobresortia 55 mm més enllà de la part inferior del mòdul de descens de la sonda Huygens, es va utilitzar el penetròmetre per crear un traçat quan la Huygens aterrés en la superfície mesurant la força exercida sobre l'instrument per la superfície, com que l'instrument es va trencar amb la superfície i va ser empès cap avall al planeta per la força d'aterratge de la mateixa sonda. La petjada mostra aquesta força com una funció del temps durant un període del voltant de 400 ms. La traça té una forma de bec en la punta que suggereix que l'instrument va colpejar un dels còdols de gel en la superfície fotografiada per la càmera DISR.
La SSP Huygens va ser desenvolupada pel Departament de Ciències Espacials de la Universitat de Kent i el Rutherford Appleton Laboratory del Departament de Ciències de l'Espai, sota la direcció del Professor John Zarnecki. La investigació SSP i la responsabilitat transferida a la Universitat Oberta quan John Zarnecki va ser transferit en ek 2000.

### Paracaigudes
Martin-Baker Space Systems va ser el responsable del paracaigudes de la Huygens i els components estructurals, mecanismes i pirotècnics que controlen el descens de la sonda a Tità. IRVIN-GQ és el responsable de la definició de l'estructura dels paracaigudes de la Huygens.

### Disseny del mòdul
La Huygens es compon de dues parts: la sonda i l'equip de suport de la sonda (PSE). La sonda es compon de dos elements, així: l'aerocoberta, que protegeix als instruments durant l'entrada d'alta velocitat en l'atmosfera de Tità, i el mòdul de descens, que conté la instrumentació científica. El mòdul de descens està tancat en l'aerocoberta. Aquests elements estan units entre si en tres punts.
L'aerocoberta es compon de dues parts: un escut frontal i una coberta posterior. L'escut frontal és de 79 kg, 2,75 m de diàmetre, 60 grau mitjà-coni d'angle de superfície esfèrica. El taulells de "AQ60" en material ablatiu (un feltre de resina fenòlica reforçat per fibres de sílice) proporciona protecció contra la calor de l'entrada en l'atmosfera de Tità. L'estructura de suport és una fibra de carboni reforçada en forma de panal d'abella, també dissenyada per protegir el mòdul de descens de la calor generada durant l'entrada. Els taulells van ser units a l'estructura de suport mitjançant un adhesiu. Una suspensió de les esferes de sílice en el buit d'un elastòmer de silicona (Prosial) va ser ruixat directament sobre l'estructura d'alumini de la superfície posterior de l'escut per aïllar encara més la superfície. La coberta posterior, que experimenta escalfament almenys durant la reentrada en l'atmosfera, porta diverses capes d'aïllant per protegir la sonda durant la fase de creuer a Saturn i durant la fase de l'aproximació. Un forat en la coberta per permetre la despressurització durant el llançament i permet la repressurització durant l'entrada. Es tracta d'una carcassa d'alumini endurit d'11,4 kg protegit per una capa de 5 kg de Prosial.
El mòdul de descens es compon d'una cúpula cap endavant i un després en forma de con que envolten a la plataforma d'experimentació. Una completa plataforma superior de l'estructura. La cúpula cap endavant i la plataforma superior contenen una varietat de ports per permetre l'accés als sensors d'experimentació amb l'atmosfera i per proporcionar un mitjà per al desplegament dels paracaigudes.
El PSE, encara que és una part del sistema de la Huygens, roman unida a la nau Cassini. El seu propòsit és donar suport a la investigació i proveir d'energia a la sonda abans de la separació i per proporcionar comunicacions entre la sonda i l'orbitador, tant abans com després de la separació. Així mateix, estableix el gir donat a la sonda durant el procés de separació.
La potència de la sonda Huygens després de la separació compta amb cinc bateries LLIS2 capaces d'emmagatzemar 1600 Wh d'energia i poden proveir prop de 250 W de potència programada de tres hores d'operació de la sonda. Per al control tèrmic, la sonda utilitza múltiples capes d'aïllament i de 35 W d'escalfadors de radioisòtops. Una unitat de condicionament de potència de distribució (PCDU) s'encarrega de la distribució i conversió d'energia orbital i l'energia de la bateria de la sonda per a tots els experiments i els subsistemes de la sonda. També proporciona armament i funcions de tret de les línies de Pyro. Abans de la separació, tota l'energia de la sonda és proporcionada per l'orbitador Cassini.
Els esdeveniments de la sonda són controlats a través de programari i seqüències de maquinari, incloent un temporitzador redundant i un G-switch per detectar la desacceleració de la sonda per l'atmosfera de Tità. Els altímetres redundants de radar mesuren l'altitud de 20 km cap avall, cada transmissió de 60 mW de potència a 15,4 o 15,8 GHz a través d'una antena de 125 x 162 mm de ranura plana.

## Un error crític en el disseny
Després de força temps després del llançament, uns enginyers van descobrir que l'equip de comunicació de la Cassini tenia un problema crític de disseny, que hagués causat la pèrdua de totes les dades transmeses per la sonda Huygens.
Atès que la Huygens és massa petita per transmetre directament a la Terra, està dissenyada per transmetre per ràdio a la Cassini la telemetria obtinguda durant el descens, que al seu torn la retransmet a la Terra usant la seva antena principal de 4 metres de diàmetre. Alguns enginyers, entre els quals es pot esmentar als empleats de l'ESA a Darmstadt, Claudio Sollazzo i Boris Smeds se sentien intranquils sobre el fet que, en la seva opinió, aquesta característica no havia estat provada abans del llançament en condicions realistes. Smeds va aconseguir, amb certes dificultats, convèncer els seus superiors per executar tests addicionals mentre la Cassini estava en vol. A principis del 2000, va enviar dades simulades de telemetria a diversos graus de potència i el desplaçament Doppler des de la Terra a la Cassini. Va succeir que la Cassini va ser incapaç de retransmetre les dades correctament.
La raó: quan la Huygens descendeix a Tità, accelera relativament a la Cassini, causant que el seu senyal es desplaci a causa de l'efecte Doppler. D'aquesta manera, el maquinari de la Cassini va ser dissenyat per rebre en un rang de freqüències desplaçat. No obstant això, el firmware no va ser dissenyat tenint en compte que l'efecte Doppler no només canviés la freqüència portadora, sinó també el temps dels bits, codificats a 8192 bits per segon, i això no era tingut en compte per la programació del mòdul.
Reprogramar el firmware era impossible i com a solució la trajectòria va haver de ser canviada. La Huygens es va separar un mes després (desembre de 2004 en comptes de novembre) i es va aproximar a Tità en un rumb on les seves transmissions viatgen perpendicularment a la seva direcció de moviment respecte a la Cassini, reduint àmpliament el desplaçament Doppler. (Vegeu l'article IEEE Spectrum per a la història completa.)
El canvi de trajectòria va anul·lar l'error de disseny i la transmissió es va realitzar amb èxit.